# Marzia Musneci
Marzia Musneci (Roma, ...) è una scrittrice italiana.

## Biografia
Nata a Roma, vive e lavora ai Castelli Romani.
A partire dal suo esordio nel 2008 con Nessuno al suo posto ha pubblicato altri 6 romanzi appartenenti al genere giallo e noir oltre a racconti apparsi in antologie e riviste.
Nel 2011 ha vinto il Premio Tedeschi con Doppia indagine.

## Opere principali

### Romanzi
- Nessuno al suo posto, Cagliari, La Riflessione, 2008 ISBN 978-88-6211-151-5.
- Doppia indagine, Milano, Il Giallo Mondadori N. 3045, 2011
- Lune di sangue, Milano, Il Giallo Mondadori N. 3076, 2013
- La donna di cenere con Enrico Luceri, Modena, Damster, 2018 ISBN 978-88-6810-372-9.
- Dove abita il diavolo, Milano, Il Giallo Mondadori N. 3175, 2019
- Grosso guaio a Roma Sud, Lugano, Todaro Editore, 2020 ISBN 978-8832159059.
- Predatori notturni - Assedio a Roma Sud, Todaro Editore, 2023, ISBN 9788832159479
- Bosco sacro, Viterbo, Settechiavi, 2024, ISBN 9791280947123
- Salvate Venere, Roma, Opera Narrativa, 2025, ISBN 9791281689336

### Antologie
- Made in Sardinia di AA. VV., Cagliari, CUEC, 2009 ISBN 978-88-8467-518-7.
- Giallo 24 di AA.VV, Milano, Il Giallo Mondadori Extra, suppl. al n. 3073, 2013
- Delitti in giallo di AA.VV., Milano, Il Giallo Mondadori Extra N. 23, 2015
- Romani per sempre, AA.VV., Roma, Edizioni della sera, 2015 ISBN 9788894118209
- Delitti di Dio di AA.VV., Viterbo, Alterego, 2019, ISBN 9788893331623
- Assassinii sull'Orient Express di AA.VV., Milano, Il Giallo Mondadori Extra, suppl. al n. 3194, 2020
- Noir in abito da sera, AA.VV., Bologna, Damster Edizioni, 2022, ISBN 9788868105143
- Sangue sulla prima, AA.VV., Milano, Ed. Excalibur/RaccontaMi, 2023, ISBN 9788885797314

## Premi e riconoscimenti
- Premio Tedeschi: 2011 per Doppia indagine
- Premio Letterario Città di Ciampino: 2013 per Lune di sangue
- Premio internazionale di haiku (sez. individuale) indetto da Cascina Macondo, 2013
- Premio Giallo Piccante 2019, Diamante di Calabria (racconto pubbl. in appendice del Giallo Mondadori 1429, 2020)
- Premio Mondoscrittura 2023 per racconto inedito Decide il vento
- Menzione d'onore per Predatori notturni - Assedio a Roma Sud, premio Mondoscrittura 2023